# Naravere
Naravere – wieś w Estonii, w prowincji Rapla, w gminie Vigala.